# Atti di Timoteo
Gli Atti di Timoteo sono un apocrifo del Nuovo Testamento relativo a Timoteo, collaboratore di Paolo, probabilmente scritto in siriaco nel IV secolo.
Il testo descrive predicazione e miracoli dell'apostolo a Efeso, dove sarebbe stato ucciso con pietre e bastoni per le sue proteste al culto della dea Diana (o Dioniso).
Dato l'avanzato periodo di composizione e lo stile eccessivamente favolistico l'apocrifo non può essere considerato un fedele resoconto storico, sebbene non si possa escludere una ripresa di precedenti tradizioni orali.